# ネイト・ディアス
ネイト・ディアス（Nate Diaz、1985年4月16日 - ）は、アメリカ合衆国の男性総合格闘家。カリフォルニア州ストックトン出身。シーザー・グレイシー柔術アカデミー所属。The Ultimate Fighter 5優勝。ネイサン・ディアスとも表記される。

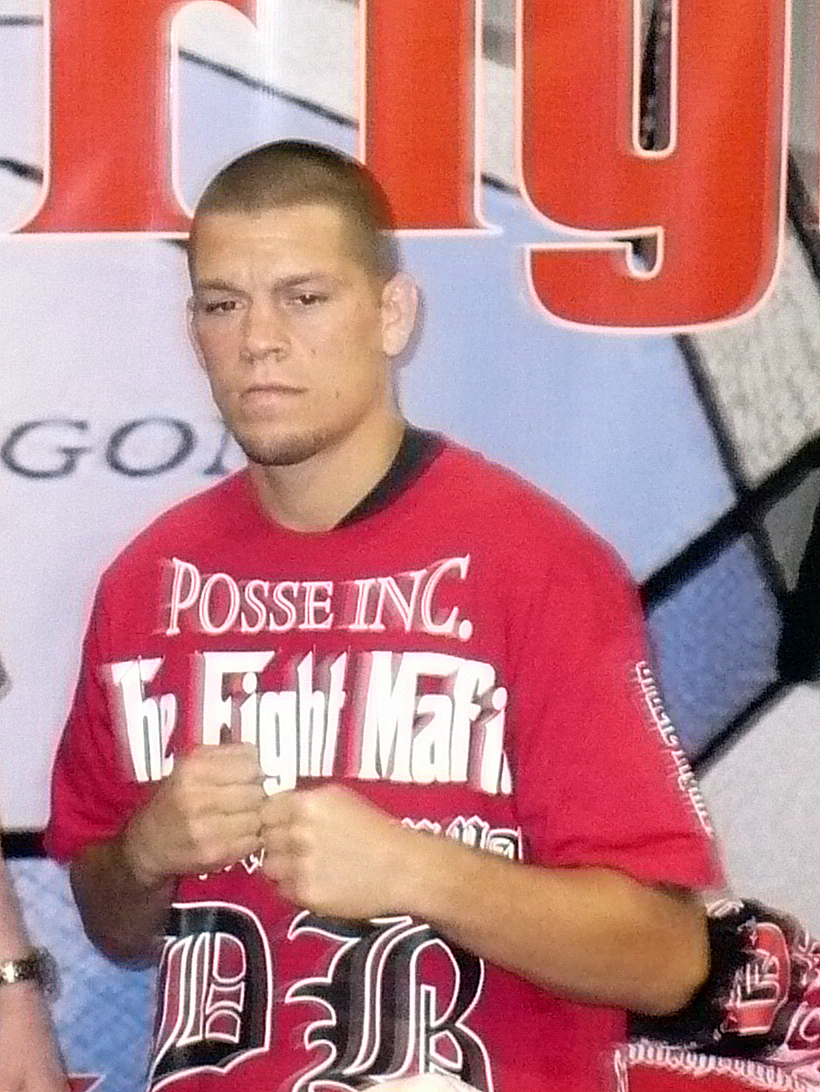
2009年のネイト

総合格闘家のニック・ディアスは実兄であり、兄弟揃って絶大な人気を持つ。

## 来歴
犯罪率が高く全米で最も危険な都市の一つであるストックトンの貧困な家庭に生まれ育つ。兄ニックの影響で11歳の頃から格闘技を始め、学校の成績が良くなかったネイトは次第に兄と共にジムに入り浸るようになり、格闘技が将来の希望のようなものになっていったと言う。
2004年10月21日、プロデビュー戦となったWEC 12でアレックス・ガルシアと対戦し、三角絞めで一本勝ち。
2005年8月27日、初出場となったパンクラスで大石幸史と対戦し、0-3の判定負け。その後、StrikeforceやWEC等に参戦し、4連勝を挙げる。
2006年10月12日、WEC 24で行われたWEC世界ライト級タイトルマッチで王者のエルメス・フランカに挑戦し、腕ひしぎ十字固めで2R一本負け。王座獲得に失敗した。

### The Ultimate Fighter
2007年4月、リアリティ番組「The Ultimate Fighter 5」に参加し、チーム・パルヴァーに所属した。ライト級トーナメント1回戦でロバート・エマーソンにリアネイキドチョークで2R一本勝ち。準々決勝でコーリー・ヒルに三角絞めで1R一本勝ち。準決勝でグレイ・メイナードにギロチンチョークで2R一本勝ちをして決勝進出を果たした。

### UFC
2007年6月23日、UFC本戦初出場となったThe Ultimate Fighter 5 Finaleで行われたライト級トーナメント決勝でマニー・ガンブリャンと対戦し、2Rにガンブリャンの右肩の負傷によるギブアップ勝ち。トーナメント優勝を果たした。
2008年1月23日、UFC Fight Night: Swick vs. Burkmanでアルヴィン・ロビンソンと対戦し、三角絞めで1R一本勝ち。サブミッション・オブ・ザ・ナイトを受賞した。
2008年4月2日、UFC Fight Night: Florian vs. Lauzonでカート・ペレグリーノと対戦し、三角絞めで2R一本勝ち。2試合連続でサブミッション・オブ・ザ・ナイトを受賞した。
2008年9月17日、UFC Fight Night: Diaz vs. Neerでジョシュ・ニアーと対戦し、2-1の判定勝ち。ファイト・オブ・ザ・ナイトを受賞し、UFC参戦後5連勝となった。
2009年1月31日、UFC 94でクレイ・グイダと対戦し、1-2の判定負け。UFC初黒星となったものの、ファイト・オブ・ザ・ナイトを受賞した。
2009年6月20日、The Ultimate Fighter: United States vs. United Kingdom Finaleでジョー・スティーブンソンと対戦し、0-3の判定負け。敗れはしたものの、3試合連続のファイト・オブ・ザ・ナイトを受賞した。
2009年9月16日、UFC Fight Night: Diaz vs. Guillardでメルヴィン・ギラードと対戦し、ギロチンチョークで2R一本勝ち。サブミッション・オブ・ザ・ナイトを受賞した。
2010年1月11日、UFC Fight Night: Maynard vs. Diazでグレイ・メイナードと対戦。The Ultimate Fighter 5のトーナメント準決勝以来の再戦となり、1-2の判定負けでリベンジを許した。
2010年3月27日、階級をウェルター級に上げUFC 111でローリー・マーカムと対戦し、パウンドで1RTKO勝ち。マーカムが前日計量で7ポンドオーバーとなり、キャッチウェイトバウトとして行われた。
2010年8月28日、UFC 118でマーカス・デイヴィスと対戦し、3R終盤にギロチンチョークで一本勝ち。ファイト・オブ・ザ・ナイトを受賞した。
2011年1月1日、UFC 125でキム・ドンヒョンと対戦し、0-3の判定負け。
2011年4月30日、UFC 129でローリー・マクドナルドと対戦し、0-3の判定負け。
2011年9月24日、階級をライト級に戻しUFC 135で五味隆典と対戦。スタンドで五味を圧倒し、1R終盤に苦し紛れのテイクダウンにいった五味に最後は腕ひしぎ十字固めを極めて一本勝ち。サブミッション・オブ・ザ・ナイトを受賞した。
2011年12月31日、UFC 141でドナルド・セラーニと対戦。ストライカーのセラーニ相手に打撃で優位に立ち、3-0の判定勝ち。ファイト・オブ・ザ・ナイトを受賞した。
2012年4月5日、シーザー・グレイシーからブラジリアン柔術黒帯を授与された。
2012年5月5日、UFC on FOX 3のライト級王座挑戦者決定戦でジム・ミラーと対戦し、リーチを駆使した打撃でミラーを圧倒し、2R終盤にギロチンチョークで一本勝ち。サブミッション・オブ・ザ・ナイトを受賞し、ライト級復帰後3連勝となった。
2012年12月8日、UFC on FOX 5のUFC世界ライト級タイトルマッチで王者ベン・ヘンダーソンに挑戦するも、全局面において圧倒されて0-3の5R判定負け。王座獲得に失敗した。
2013年4月20日、UFC on FOX 7でジョシュ・トムソンと対戦し、右ハイキックを受けて倒れたところにパウンドを受けて2RTKO負け。プロキャリア25戦目にして初のKO負けを喫した。
2013年11月30日、The Ultimate Fighter 18 Finaleでライト級ランキング5位のグレイ・メイナードと再戦し、左ストレートでダウンを奪い、立ち上がったメイナードをパンチ連打で追撃して1RTKO勝ち。ノックアウト・オブ・ザ・ナイトを受賞した。
2014年12月13日、1年ぶりの復帰戦となったUFC on FOX 13でライト級ランキング3位のハファエル・ドス・アンジョスと対戦。試合前の公開練習を欠席し、前日計量では規定値から4.6ポンド体重オーバーするなど試合への不準備さが目立った。試合ではドス・アンジョスに圧倒され続け、0-3の判定負け。
2015年12月19日、1年ぶりの復帰戦となったUFC on FOX 17でライト級ランキング6位のマイケル・ジョンソンと対戦。スピーディーなパンチで試合をコントロールし、試合中に挑発を繰り返すなどの余裕も見せつけ、3-0の判定勝ち。ファイト・オブ・ザ・ナイトを受賞し、試合後のインタビューでは放送禁止用語を交えつつ、コナー・マクレガーとの対戦をアピールした。
マクレガー vs. ディアス
2016年3月5日、UFC 196でコナー・マクレガーと対戦予定だったハファエル・ドス・アンジョスの試合3週間前の負傷欠場に伴い、ドス・アンジョスの代役としてマクレガーと、試合の準備期間が短く体重を落とせないネイトに合わせてウェルター級契約で対戦した。序盤は打撃で押され劣勢で進むが、2R途中でスタミナが切れはじめたマクレガーにパンチを当て形勢を逆転させると、苦し紛れのタックルを潰して寝技に移行したマクレガーをリアネイキドチョークで捕らえ、下馬評を完全に覆す一本勝ちを収めた。ファイト・オブ・ザ・ナイトとパフォーマンス・オブ・ザ・ナイトを同時受賞した。試合のファイトマネーは50万ドルで、PPVボーナス等を含めると推定で350万ドル稼いだとされている。
ディアス vs. マクレガー 2
2016年8月20日、UFC 202でコナー・マクレガーと、負けた試合と同じ条件で借りを返したいマクレガーの要望でウェルター級契約で再戦した。1R・2Rとパンチでダウンを3度奪われるが、第一戦と同じくマクレガーのスタミナが切れはじめた2R後半から盛り返し、激闘を繰り広げるも0-2の5R判定負け。敗れはしたものの、ファイト・オブ・ザ・ナイトを受賞した。
ネイトは試合後の記者会見にて、競技内（試合終了後6時間）薬物検査で陽性反応が検出されればドーピング違反（競技外薬物検査での検出はドーピング違反の対象にならない）となる医療大麻のカンナビジオールを電子タバコで堂々と吸い、米国アンチドーピング機関（USADA）から調査を受けたが、ネイトは記者会見の前に試合後のドーピング検査を受けていたが、その時点で競技内が終了したと誤った認識でいたことが認められ、また記者会見の前に受けていたドーピング検査で収集されていた尿と血液の検体が共に陰性だったことで、10月6日にUSADAから公開警告を受けたのみで済まされた。また、この影響でUSADAはこの後に、ドーピング検査における競技内の定義を変更している。なお、この当時はカンナビジオールは禁止薬物だったが、2018年から世界アンチ・ドーピング機関（WADA）がカンナビジオールを禁止薬物から除外している。
2016年12月15日、UFC 202の事前記者会見でネイトとコナー・マクレガーが互いにペットボトルと飲料缶を投げ合った騒動について、ネバダ州アスレチックコミッションがネイトに5万ドルの罰金と50時間のボランティア地域奉仕活動の処分を下した。しかし重すぎる処分に批判が集まり、2017年4月12日に、罰金が1万5000ドル及びボランティア地域奉仕活動が15時間と処分が大幅に軽減された。
2018年10月9日、ダスティン・ポイエーとUFC 230で対戦することが発表されていたが、ポイエーの負傷欠場によりキャンセルとなった。
2019年8月17日、3年ぶりの試合となったUFC 241でウェルター級ランキング7位のアンソニー・ペティスと対戦し、全局面でペティスを圧倒して3-0の判定勝ち。試合後に、ケージサイドのホルヘ・マスヴィダルに対戦をアピールした。
2019年10月24日、ネイトが米国アンチドーピング機関（USADA）からドーピング違反の可能性があると指摘を受ける。通常選手はUSADAからの指摘を公にすると、ドーピング違反者呼ばわりされるなどのあらぬ誤解を生むことがあるため、最終的な検査結果が確定するまではリアクションを取らないのが普通だが、ネイトはSNSで「俺は来週のニューヨーク大会（UFC 244）に出場しないことにした。数値の上昇が検出され、汚染サプリメントからの可能性があると言われたんだ。でもそれは嘘だ。俺は自然食か天然食のサプリメントしか摂らない。肉すら食べないんだ。UFCとUSADAがこの件を解決しない限り俺は試合をするつもりはない」と自身の身の潔白の主張と、疑惑をかけられている限りは試合をするつもりはないとする声明を出した。ネイトの声明から2日後の26日にUSADAは、競技外の抜き打ち検査でネイトから禁止物質のLGD4033（SARM）が検出されたが、検出された量が規定されている最小しきい値の100ピコグラムを大きく下回る極微量であり、専門家からも1回の治療に必要とされる量の1万分の1という極めて微量な量であるため、これを毎日摂取したとしても運動パフォーマンスを向上することは明確にあり得ないとの意見を受け、また分析の結果ネイトが使用していた有機植物ベースのオーガニック性ヴィーガンマルチビタミン剤のボトル2本が同じLGD4033で汚染された汚染サプリメントと確認されたため、ネイトはドーピング違反をしておらず制裁対象にならないと決定を下したとの声明を発表した。大会開催地のニューヨーク州アスレチック・コミッションもUSADAからの報告を受けてネイトの試合ライセンスを承認した。
マスヴィダル vs. ディアス
2019年11月2日、マジソン・スクエア・ガーデンで開催されたUFC 244でウェルター級ランキング3位のホルヘ・マスヴィダルと対戦。序盤にパンチのコンビネーションからのキックでダウンを奪われ、その後粘りを見せるものの、3R終了時にドクターがネイトのカットした右まぶたの傷をチェックすると試合ストップが告げられTKO負け。この試合は、BMFベルト（Baddest Mother Fuckerの略。最高にイカしたやつの意）という、この試合のために制作された特別なベルトが掛けられた。

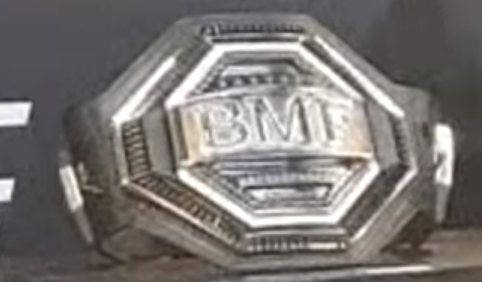
この試合に向けて作成されたBMFベルト

2021年6月12日、UFC 263でウェルター級ランキング3位のレオン・エドワーズと対戦。5R終盤に左ストレートでエドワーズをぐらつかせたものの、試合全体では劣勢に立たされて0-3の5R判定負け。なお、この試合はメインイベント以外のノンタイトルマッチで初となる5Rマッチで行われた。
2022年9月10日、UFC 279で元UFC世界ライト級暫定王者トニー・ファーガソンと対戦し、タックルに合わせたギロチンチョークで4R一本勝ち。パフォーマンス・オブ・ザ・ナイトを受賞した。当初はウェルター級ランキング3位のカムザット・チマエフと対戦予定であったが、チマエフが前日計量でウェルター級リミットから7.5ポンド体重超過したため、同大会でリー・ジンリャンと対戦予定であったファーガソンとの対戦に変更された。なお、この試合でUFCとの契約満了を迎えたがネイトは再契約をせず、フリーエージェントとなった。
2023年4月21日、ニューオーリンズのバーボン・ストリートで大規模な乱闘が起き、その中でネイトが、ローガン・ポールのそっくりさんとして活動しているSNSインフルエンサーで、プロボクサーであり、グラップリングの大会に出場している青帯のブラジリアン柔術家のロドニー・ピーターセンを、スタンドのギロチンチョークで絞め落とし、その際にピーターセンが頭部を地面で打ち出血。警察が呼ばれ、ネイトに暴行容疑で逮捕状が発行された。4月27日にネイトはニューオーリンズ警察に出頭、ネイトの弁護士はピーターセンが攻撃する意図を持ってネイトにしつこく付きまとったことで起きたネイトの正当防衛であると主張し、1万ドルの保釈金を支払い釈放された。
2023年9月25日、バーボン・ストリートで起きた乱闘騒動でのネイトの暴行容疑が、「ビデオや証言など、利用可能な証拠をすべて検討した結果、容疑を証明する十分な裏付けがなかった」として地方検事によって訴訟が取り下げられた。

### プロボクシング
2023年8月5日、テキサス州ダラスのアメリカン・エアラインズ・センターでジェイク・ポールと185ポンド契約で対戦し、10回0-3の判定負けを喫した。
2024年7月6日、カリフォルニア州アナハイムのホンダ・センターでホルヘ・マスヴィダルと対戦し、10回2-0の判定勝ちを収めた。

## ファイトスタイル
グレイシー柔術ベースのファイターであり、三角絞めや腕ひしぎ十字固め、ギロチンチョークなどの寝技が得意。寝技だけでなくスタンドでのボクシングスキルも高く、独特のフットワークと構えから繰り出すパンチで、相手のペースを飲み込むことができる。また、フルラウンドを戦い抜く豊富なスタミナと、どんなに打撃を貰っても倒れないタフネスを誇る。反面、パンチに固執する為にローキックに対する防御を苦手としている。相手に露骨にローキックを狙われ効かされる場面も度々見られる。

## 人物・エピソード
- ボクシングのWBA・WBC世界王者アンドレ・ウォードのメインスパーリングパートナーを務めるほどのボクシングスキルを有しており、スパーリングでウォードと対峙しても十分に引けを取らないレベルのにあるとウォード自身が評価している。また、ネイトのパンチはパワーが不足しているという声があることについて、ウォードはボクシンググローブと違い総合格闘技で使用する薄いグローブではパワー不足はあまり問題では無いと指摘し、パワーよりも手数が重要で、15発から20発もパンチを当てればダメージを与えることが出来るとしている[29][30]。
- 常にフィニッシュを狙い激しい試合を繰り広げることで知られ、ファイトボーナス獲得回数がUFC歴代第3位となる「16」を保持する。
- ヒップホップ好きであり、中でも故2パックのファンで、入場曲でも2パックの曲を使うことが多い[31][32][33]。
- カリフォルニア州ストックトンで兄のニックと共にブラジリアン柔術道場を運営している。
- UFC 241の公開練習時には兄弟で立ち上げたカンナビジオール製品販売会社Game Up Nutritionの宣伝のためにカンナビジオールを吸引しながら練習した[34]。
- 18歳からヴィーガン（菜食主義）を実践している[35][36]。
- 2018年6月にガールフレンドとの間に第一子となる女児が誕生した[37]。
- 2022年12月に、ストックトン市長から、顕著な活躍をした住民や特別な来賓に市が贈る名誉の賞である「市の鍵」を贈られた[38]。

## 戦績

### 総合格闘技
| 総合格闘技 戦績 | 総合格闘技 戦績 | 総合格闘技 戦績 | 総合格闘技 戦績 | 総合格闘技 戦績 | 総合格闘技 戦績 | 総合格闘技 戦績 |
| --------------- | --------------- | --------------- | --------------- | --------------- | --------------- | --------------- |
| 34 試合         | (T)KO           | 一本            | 判定            | その他          | 引き分け        | 無効試合        |
| 21 勝           | 4               | 13              | 4               | 0               | 0               | 0               |
| 13 敗           | 2               | 1               | 10              | 0               | 0               | 0               |

| 勝敗 | 対戦相手                     | 試合結果                             | 大会名                                                             | 開催年月日     |
| ○    | トニー・ファーガソン         | 4R 2:52 ギロチンチョーク             | UFC 279: Diaz vs. Ferguson                                         | 2022年9月10日  |
| ×    | レオン・エドワーズ           | 5分5R終了 判定0-3                    | UFC 263: Adesanya vs. Vettori 2                                    | 2021年6月12日  |
| ×    | ホルヘ・マスヴィダル         | 3R終了時 TKO（ドクターストップ）     | UFC 244: Masvidal vs. Diaz 【BMF王座決定戦】                       | 2019年11月2日  |
| ○    | アンソニー・ペティス         | 5分3R終了 判定3-0                    | UFC 241: Cormier vs. Miocic 2                                      | 2019年8月17日  |
| ×    | コナー・マクレガー           | 5分5R終了判定0-2                     | UFC 202: Diaz vs. McGregor 2                                       | 2016年8月20日  |
| ○    | コナー・マクレガー           | 2R 4:12 リアネイキドチョーク         | UFC 196: McGregor vs. Diaz                                         | 2016年3月5日   |
| ○    | マイケル・ジョンソン         | 5分3R終了 判定3-0                    | UFC on FOX 17: dos Anjos vs. Cowboy 2                              | 2015年12月19日 |
| ×    | ハファエル・ドス・アンジョス | 5分3R終了 判定0-3                    | UFC on FOX 13: dos Santos vs. Miocic                               | 2014年12月13日 |
| ○    | グレイ・メイナード           | 1R 2:38 TKO（スタンドパンチ連打）    | The Ultimate Fighter 18 Finale                                     | 2013年11月30日 |
| ×    | ジョシュ・トムソン           | 2R 3:44 TKO（右ハイキック→パウンド） | UFC on FOX 7: Henderson vs. Melendez                               | 2013年4月20日  |
| ×    | ベン・ヘンダーソン           | 5分5R終了 判定0-3                    | UFC on FOX 5: Henderson vs. Diaz 【UFC世界ライト級タイトルマッチ】 | 2012年12月8日  |
| ○    | ジム・ミラー                 | 2R 4:09 ギロチンチョーク             | UFC on FOX 3: Diaz vs. Miller                                      | 2012年5月5日   |
| ○    | ドナルド・セラーニ           | 5分3R終了 判定3-0                    | UFC 141: Lesner vs. Overeem                                        | 2011年12月30日 |
| ○    | 五味隆典                     | 1R 4:27 腕ひしぎ十字固め             | UFC 135: Jones vs. Rampage                                         | 2011年9月24日  |
| ×    | ローリー・マクドナルド       | 5分3R終了 判定0-3                    | UFC 129: St-Pierre vs. Shields                                     | 2011年4月30日  |
| ×    | キム・ドンヒョン             | 5分3R終了 判定0-3                    | UFC 125: Resolution                                                | 2011年1月1日   |
| ○    | マーカス・デイヴィス         | 3R 4:02 ギロチンチョーク             | UFC 118: Edgar vs. Penn 2                                          | 2010年8月28日  |
| ○    | ローリー・マーカム           | 1R 2:47 TKO（パウンド）              | UFC 111: St-Pierre vs. Hardy                                       | 2010年3月27日  |
| ×    | グレイ・メイナード           | 5分3R終了 判定1-2                    | UFC Fight Night: Maynard vs. Diaz                                  | 2010年1月11日  |
| ○    | メルヴィン・ギラード         | 2R 2:13 ギロチンチョーク             | UFC Fight Night: Diaz vs. Guillard                                 | 2009年9月16日  |
| ×    | ジョー・スティーブンソン     | 5分3R終了 判定0-3                    | The Ultimate Fighter: United States vs. United Kingdom Finale      | 2009年6月20日  |
| ×    | クレイ・グイダ               | 5分3R終了 判定1-2                    | UFC 94: St-Pierre vs. Penn 2                                       | 2009年1月31日  |
| ○    | ジョシュ・ニアー             | 5分3R終了 判定2-1                    | UFC Fight Night: Diaz vs. Neer                                     | 2008年9月17日  |
| ○    | カート・ペレグリーノ         | 2R 3:06 三角絞め                     | UFC Fight Night: Florian vs. Lauzon                                | 2008年4月2日   |
| ○    | アルヴィン・ロビンソン       | 1R 3:39 三角絞め                     | UFC Fight Night: Swick vs. Burkman                                 | 2008年1月23日  |
| ○    | ジュニオール・アスンソン     | 1R 4:10 フロントチョーク             | UFC Fight Night: Thomas vs. Florian                                | 2007年9月19日  |
| ○    | マニー・ガンブリャン         | 2R 0:20 ギブアップ（右肩の負傷）     | The Ultimate Fighter 5 Finale 【ライト級トーナメント 決勝】        | 2007年6月23日  |
| ×    | エルメス・フランカ           | 2R 2:46 腕ひしぎ十字固め             | WEC 24: Full Force 【WECライト級タイトルマッチ】                   | 2006年10月12日 |
| ○    | デニス・デイビス             | 1R 2:00 V1アームロック               | Warrior Cup 1                                                      | 2006年8月12日  |
| ○    | ジョー・ハーリー             | 2R 2:03 三角絞め                     | WEC 21: Tapout                                                     | 2006年6月15日  |
| ○    | ギルバート・ラエル           | 1R 3:35 TKO（パンチ連打）            | WEC 20: Cinco de Mayhem                                            | 2006年5月5日   |
| ○    | トニー・ジュアレス           | 1R 3:23 TKO（パウンド）              | Strikeforce: Shamrock vs. Gracie                                   | 2006年3月10日  |
| ×    | 大石幸史                     | 5分3R終了 判定0-3                    | PANCRASE 2005 SPIRAL TOUR                                          | 2005年8月27日  |
| ○    | アレックス・ガルシア         | 3R 2:17 三角絞め                     | WEC 12: Halloween Fury 3                                           | 2004年10月21日 |

### 総合格闘技エキシビション
| 勝敗 | 対戦相手             | 試合結果                     | 大会名                 | 開催年月日    |
| ○    | グレイ・メイナード   | 2R 1:20 ギロチンチョーク     | The Ultimate Fighter 5 | 2007年2月28日 |
| ○    | コーリー・ヒル       | 1R 3:03 三角絞め             | The Ultimate Fighter 5 | 2007年2月22日 |
| ○    | ロバート・エマーソン | 2R 4:46 リアネイキドチョーク | The Ultimate Fighter 5 | 2007年2月2日  |

### プロボクシング
| プロボクシング 戦績 | プロボクシング 戦績 | プロボクシング 戦績 | プロボクシング 戦績 | プロボクシング 戦績 | プロボクシング 戦績 | プロボクシング 戦績 |
| ------------------- | ------------------- | ------------------- | ------------------- | ------------------- | ------------------- | ------------------- |
| 2 試合              | (T)KO               | 判定                | その他              | 引き分け            | 無効試合            |                     |
| 1 勝                | 0                   | 1                   | 0                   | 0                   | 0                   |                     |
| 1 敗                | 0                   | 1                   | 0                   | 0                   | 0                   |                     |

| 戦           | 日付         | 勝敗 | 時間 | 内容    | 対戦相手             | 国籍           | 備考 |
| ------------ | ------------ | ---- | ---- | ------- | -------------------- | -------------- | ---- |
| 1            | 2023年8月5日 | ★    | 10R  | 判定0-3 | ジェイク・ポール     | アメリカ合衆国 |      |
| 2            | 2024年7月6日 | ☆    | 10R  | 判定2-0 | ホルヘ・マスヴィダル | アメリカ合衆国 |      |
| テンプレート |              |      |      |         |                      |                |      |

## 獲得タイトル
- The Ultimate Fighter 5ライト級トーナメント 優勝（2007年）

## 表彰
- UFC
  - UFC ファイト・オブ・ザ・ナイト（8回）
  - UFC パフォーマンス・オブ・ザ・ナイト（2回）
  - UFC ノックアウト・オブ・ザ・ナイト（1回）
  - UFC サブミッション・オブ・ザ・ナイト（5回）
- World MMA Awards サブミッション・オブ・ザ・イヤー（2016年/コナー・マクレガー戦）

## ペイ・パー・ビュー販売件数
| 開催年月日    | イベント                                           | 販売件数 | 備考 |
| ------------- | -------------------------------------------------- | -------- | ---- |
| 2019年11月2日 | UFC 244: ホルヘ・マスヴィダル vs. ネイト・ディアス | 92万件   |      |
| 2016年8月20日 | UFC 202: ネイト・ディアス vs. コナー・マクレガー2  | 165万件  |      |
| 2016年3月5日  | UFC 196: コナー・マクレガー vs. ネイト・ディアス1  | 132万件  |      |